# Uleniec
Uleniec – wieś sołecka w Polsce położona w województwie mazowieckim, w powiecie grójeckim, w gminie Grójec.
Wieś szlachecka Uliniec położona była w drugiej połowie XVI wieku w powiecie grójeckim ziemi czerskiej województwa mazowieckiego. W 1864 roku wieś Uleniec wraz z gruntami i budynkami stała się własnością rolników w niej mieszkających na mocy ukazu o uwłaszczeniu chłopów.
W latach 1975–1998 miejscowość administracyjnie należała do województwa radomskiego.
Znajduje się tutaj dwór z połowy XIX wieku.

## Osoby związane z Uleńcem
- Władysław Pietrusiak - kapitan, uczestnik II wojny światowej, więzień Pawiaka zamordowany przez Niemców[9].
- Leszek Przybytniak - radny Województwa Mazowieckiego (od 2010 r.), były przewodniczący Komisji Rolnictwa i Terenów Wiejskich.